# Discografia dei Run DMC
Questa che segue è la lista di tutti i dischi pubblicati dalla band hip hop Run DMC, dagli esordi fino al 2007.

## Album

### Album studio
| Data              | Titolo               | Etichetta       | Posizioni classifiche | Posizioni classifiche  | Certificazione   |
| Data              | Titolo               | Etichetta       | US Billboard Hot 100  | Top R&B/Hip-Hop Albums | Certificazione   |
| ----------------- | -------------------- | --------------- | --------------------- | ---------------------- | ---------------- |
| 27 marzo 1984     | Run-D.M.C.           | Profile Records | 53                    | 14                     | - USA: Oro       |
| 15 gennaio 1985   | King of Rock         | Profile Records | 52                    | 12                     | - USA: Platino   |
| 1º gennaio 1986   | Raising Hell         | Arista/Profile  | 6                     | 1                      | - USA: 3xPlatino |
| 16 settembre 1988 | Tougher Than Leather | Profile Records | 9                     | 2                      | - USA: Platino   |
| 16 ottobre 1990   | Back from Hell       | Profile Records | 81                    | 16                     |                  |
| 4 maggio 1993     | Down with the King   | Profile Records | 7                     | 1                      | - USA: Oro       |
| 3 aprile 2001     | Crown Royal          | Arista Records  | 37                    | 22                     |                  |

### Raccolte
| Data              | Titolo            | Etichetta       | Posizioni classifiche | Posizioni classifiche  |
| Data              | Titolo            | Etichetta       | Billboard Hot 200     | Top R&B/Hip-Hop Albums |
| ----------------- | ----------------- | --------------- | --------------------- | ---------------------- |
| 6 novembre 1991   | Together Forever  | Arista Records  | 199                   | —                      |
| 1º gennaio 2002   | High Profile      | BMG             | —                     | —                      |
| 10 settembre 2002 | Greatest Hits     | Arista Records  | 117                   | 33                     |
| 4 marzo 2003      | The Best of       | BMG             | —                     | —                      |
| 28 ottobre 2003   | Ultimate Run DMC  | Arista Records  | —                     | 62                     |
| 10 dicembre 2004  | Artist Collection | Profile Records | —                     | —                      |

### Live
| Data          | Titolo                | Etichetta     |
| ------------- | --------------------- | ------------- |
| 3 aprile 2007 | Live at Montreux 2001 | Eagle Records |

## Singoli
| Anno | Titolo                                            | Posizione in classifica | Posizione in classifica | Posizione in classifica   | Posizione in classifica            | Posizione in classifica | Album                |
| Anno | Titolo                                            | Billboard Top 100       | Hot Hip hop/R&B Singles | Hot Dance Music/Club Play | Hot Dance Music/Maxi-Singles Sales | Hot Rap Singles         | Album                |
| ---- | ------------------------------------------------- | ----------------------- | ----------------------- | ------------------------- | ---------------------------------- | ----------------------- | -------------------- |
| 1983 | It's Like That / Sucker MC's                      | —                       | —                       | —                         | 40                                 | —                       | Run-D.M.C.           |
| 1983 | Hard Times / Jam Master Jay                       | —                       | 11                      | —                         | —                                  | —                       | Run-D.M.C.           |
| 1983 | 30 Days                                           | —                       | 16                      | —                         | —                                  | —                       | Run-D.M.C.           |
| 1984 | Rock Box                                          | —                       | —                       | 26                        | —                                  | —                       | Run-D.M.C.           |
| 1985 | You Talk Too Much / Daryll & Joe (Krush Groove 3) | —                       | 19                      | 30                        | —                                  | —                       | King of Rock         |
| 1985 | Can You Rock It Like This                         | —                       | 19                      | —                         | —                                  | —                       | King of Rock         |
| 1985 | King of Rock                                      | —                       | 14                      | 40                        | —                                  | —                       | King of Rock         |
| 1986 | My Adidas / Peter Piper                           | —                       | 5                       | —                         | 10                                 | 33                      | Raising Hell         |
| 1986 | It's Tricky / Proud To Be Black                   | 57                      | 21                      | 30                        | 47                                 | —                       | Raising Hell         |
| 1986 | Walk This Way                                     | 4                       | 8                       | 6                         | 13                                 | —                       | Raising Hell         |
| 1986 | You Be Illin' / Hit It Run                        | 57                      | 21                      | 30                        | 47                                 | —                       | Raising Hell         |
| 1988 | Run's House / Beats to The Rhyme                  | —                       | 10                      | 40                        | 30                                 | —                       | Tougher Than Leather |
| 1988 | Mary, Mary                                        | 75                      | 29                      | 18                        | —                                  | —                       | Tougher Than Leather |
| 1988 | I'm Not Going Out Like That                       | —                       | 40                      | —                         | —                                  | —                       | Tougher Than Leather |
| 1990 | Pause                                             | —                       | 51                      | —                         | 50                                 | 11                      | Back from Hell       |
| 1990 | What's It All About / The Ave.                    | —                       | 24                      | —                         | —                                  | —                       | Back from Hell       |
| 1991 | Faces / Back from Hell                            | —                       | 57                      | —                         | —                                  | 13                      | Back from Hell       |
| 1993 | Down with the King                                | 21                      | 9                       | —                         | 12                                 | 1                       | Down with the King   |
| 1993 | Ooh, Whatcha Gonna Do                             | —                       | 78                      | —                         | 31                                 | 21                      | Down with the King   |
| 1994 | Can I Get It, Yo                                  | —                       | —                       | —                         | —                                  | —                       | Down with the King   |
| 2000 | Rock Show                                         | —                       | —                       | —                         | —                                  | —                       | Crown Royal          |
| 2000 | It's Over                                         | —                       | —                       | —                         | —                                  | —                       | Crown Royal          |
| 2000 | Let's Stay Together (Together Forever)            | —                       | —                       | —                         | —                                  | —                       | Crown Royal          |